# Neoplanorbis smithi
Neoplanorbis smithi fue una especie de molusco gasterópodo de la familia Planorbidae en el orden de los Basommatophora.

## Distribución geográfica
Fue  endémica de Estados Unidos.